# Catherine Ashton
Catherine Margaret Ashton, baronessan Ashton av Upholland, född 20 mars 1956 i Upholland i Lancashire, är en brittisk politiker. Hon var EU-kommissionär 2008–2014 och Europeiska unionens höga representant för utrikes frågor och säkerhetspolitik, i dagligt tal ”EU:s utrikesminister”, mellan 1 december 2009 och 31 oktober 2014.
Ashton erhöll icke ärftlig pärsvärdighet 1999. Hon är medlem i Labourpartiet och har tjänstgjort som parlamentarisk understatssekreterare (Parliamentary Under-Secretary of State) i Utbildningsdepartementet från 2001 och i Justitiedepartementet 2004–2007. Hon blev medlem i kronrådet 2006. Ashton var överhusledare (Leader of the House of Lords) och kronrådspresident (Lord President of the Council) 2007–2008 och ingick då i Gordon Browns kabinett. 
När Peter Mandelson utnämndes till näringsminister 2008 efterträdde Ashton denne som EU:s handelskommissionär i Kommissionen Barroso I. Den 1 december 2009 valdes hon av Europeiska rådet (EU:s stats- och regeringschefer) till hög representant för utrikes frågor och säkerhetspolitik. Den 10 februari utnämndes hon även till förste vice ordförande i Kommissionen Barroso II och efterträdde samtidigt den tidigare kommissionären för yttre förbindelser, Benita Ferrero-Waldner. 
Hon avgick från sin EU-tjänstgöring i samband med kommissionen Junckers tillträde 1 november 2014. Trots lång politisk karriär har hon aldrig blivit vald till något ämbete genom allmänna val.  